# Zonocryptus nigeriensis
Zonocryptus nigeriensis là một loài tò vò trong họ Ichneumonidae.